# Stephanie Venier
Stephanie Venier (Innsbruck, 19 de diciembre de 1993) es un deportista austríaca que compite en esquí alpino.
Ganó tres medallas en el Campeonato Mundial de Esquí Alpino, en los años 2017 y 2025. En la Copa del Mundo consiguió tres victorias y doce podios en total.

## Palmarés internacional
| Campeonato Mundial | Campeonato Mundial   | Campeonato Mundial | Campeonato Mundial   |
| Año                | Lugar                | Medalla            | Prueba               |
| ------------------ | -------------------- | ------------------ | -------------------- |
| 2017               | Sankt Moritz (Suiza) | Medalla de plata   | Descenso             |
| 2025               | Saalbach (Austria)   | Medalla de oro     | Supergigante         |
| 2025               | Saalbach (Austria)   | Medalla de bronce  | Combinada por equipo |